# Fluyan mis lágrimas, dijo el policía
Fluyan mis lágrimas, dijo el policía (1974) es una novela de ciencia ficción cuyo autor es Philip K. Dick y que relata las peripecias de Jason Taverner, cantante pop y estrella de la televisión mejorado genéticamente, que un día descubre al despertarse que su identidad ha sido borrada. La historia transcurre en una versión distópica del año 1988, en el cual los Estados Unidos se hallan bajo un régimen policial. La novela ganó la edición de 1975 del premio John W. Campbell Memorial a la mejor novela de ciencia ficción. También fue finalista en la edición del premio Nébula de 1974 y del premio Hugo en 1975.
Poco después de escribir el libro, Dick afirmó haber experimentado una serie de extrañas coincidencias en su propia vida, acerca de las cuales escribió en su trabajo Cómo construir un universo que no se caiga a pedazos a los dos días, incluido como introducción en su colección de cuentos Espero llegar pronto.

## Resumen del argumento
El conocido artista Jason Taverner se despierta una mañana y descubre que es un completo desconocido y ni siquiera tiene documentos de identidad; no hay ningún registro sobre él en las extensas bases de datos de la policía y el gobierno, y ni sus amigos ni sus seguidores tienen el menor recuerdo de él. Como exfamoso y exciudadano, sufre verdaderos problemas, puesto que los controles de la policía se hallan por todas partes y arrestan de inmediato a todos los indocumentados.
La historia de Taverner se entrelaza con las del General de Policía Felix Buckman y su hermana ninfómana, Alys Buckman. Alys es una gran consumidora de drogas, empleándolas con fines recreativos; entre estas drogas se encuentra una que posee la capacidad de deformar la realidad. Alys parece ser la única persona que reconoce a Jason Taverner.
En esta obra, Dick explora los temas de la fama, la mejora artificial del ser humano mediante ingeniería genética, la alteración de la realidad y el consumo de drogas, además de la discusión sobre el valor del amor y el significado de la identidad personal.

## Origen del título
El título es una referencia a Fluyan mis lágrimas, pieza escrita por el compositor del siglo XVI John Dowland, poniéndole música a un poema de autor anónimo (aunque podría tratarse del propio Dowland). El poema comienza:
¡Fluyan mis lágrimas, caídas de sus manantiales!
Exiliado para siempre, dejadme llorar.
Permitidme que viva olvidado,
donde el negro pájaro nocturno canta su tristeza.

## Fluyan mis lágrimas, dijo el policíaen la cultura popular
- Gary Numan, en su tema Listen to the sirens (del álbum Tubeway Army), hace una clara referencia a la novela en el primer verso de la letra: "flow my tears, the new police song" ("fluyan mis lágrimas, la nueva canción de la policía").
- El grupo Liars tiene una canción titulada Flow my tears, the spider said ("Fluyan mis lágrimas, dijo la araña") en su disco They were wrong, so we drowned.
- El grupo grindcore de Nueva Jersey Discordance Axis basó su canción del mismo nombre (en su segundo álbum, Jouhou) en la novela de Dick.
- En la película de Richard Linklater Waking life se habla acerca del libro, así como del trabajo Cómo construir un universo que no se caiga a pedazos a los dos días, también obra de Dick.
- Subway to Sally incluyó la canción en su tema Syrah.
- Built to Spill tiene una canción titulada Nowhere nothin' fuckup ("En ninguna parte, nada, jódete") en su álbum Ultimate alternative wavers; se trata del mismo título de la canción de Jason Taverner en el libro.
- Sons of Aguirre & Scila, grupo de rap político español, creó la canción Fluyan mis lágrimas, dijo el Influencer, como clara referencia al libro que nos ocupa y criticando la poca intimidad que tienen las personas por culpa de las redes sociales.

## Adaptaciones

### Adaptación al teatro
Mabou Mines presentó el estreno mundial de su adaptación de Fluyan mis lágrimas, dijo el policía en el Teatro Shakespeare de Boston entre los días 18 y 30 de junio de 1985. La obra recibió comentarios dispares de la crítica y mucha atención por parte de los medios de comunicación de Boston. Linda Hartinian, una amiga personal de Dick, fue la responsable de la adaptación y diseñó los decorados, además de representar a Mary Ann Dominick.
El periódico The Boston Phoenix cita una entrevista a Hartinian antes del estreno: "yo siempre he admirado a Philip K. Dick, y sabía que él siempre había querido que se adaptase alguna de sus obras; un día que fui a visitarlo cogió el manuscrito y dijo: 'quería darte algo, pero no tengo nada, así que te daré este manuscrito, que algún día valdrá mucho dinero'". El periódico continúa: "era un borrador de Fluyan mis lágrimas, dijo el policía y, como Hartinian descubriría al sentarse a adaptar el libro, contenía muchos pasajes que habían sido retirados del texto publicado, incluyendo uno que trataba el tema de las diversas formas de recordar a escritores fallecidos, que había de resultar profético. Naturalmente, Hartinian basó su guion en su versión privada".
La obra fue dirigida por Bill Raymond, el marido de Hartinian. "Fue en respuesta a la pérdida de Linda por lo que escogimos Lágrimas", dijo el periódico, "ya que Fluyan mis lágrimas, dijo el policía es de hecho una novela sobre el dolor, y no necesariamente sólo sobre la pérdida de identidad". La obra fue representada por Mabou Mines en Boston y Nueva York y por el Teatro Prop en Chicago. Fue publicada por la editora Dramatic Publishing Company de Woodstock, Illinois.

### Adaptación al cine
El 1 de febrero de 2004, la revista Variety anunció que la compañía Utopia Pictures & Television había adquirido los derechos para producir tres obras de Philip K. Dick: Fluyan mis lágrimas, dijo el policía, SIVAINVI y Radio Libre Albemuth.